# Pasteur (metropolitana di Parigi)
Pasteur è una stazione delle linee 6 e 12 della metropolitana di Parigi.

## La stazione
La stazione venne aperta nel 1906 ed ha preso il nome di Louis Pasteur, biologo e chimico francese che fondò la scienza della microbiologia, mise in evidenza il ruolo dei germi nelle malattie, inventò il processo di pastorizzazione e sviluppò il vaccino contro la rabbia.
Sui marciapiedi della linea 6 sono affissi degli estratti del codice di deontologia medica e su quelli della linea 12 sono illustrate delle ricerche, condotte da Louis Pasteur. I temi conduttori di questa stazione sono i problemi della sanità.

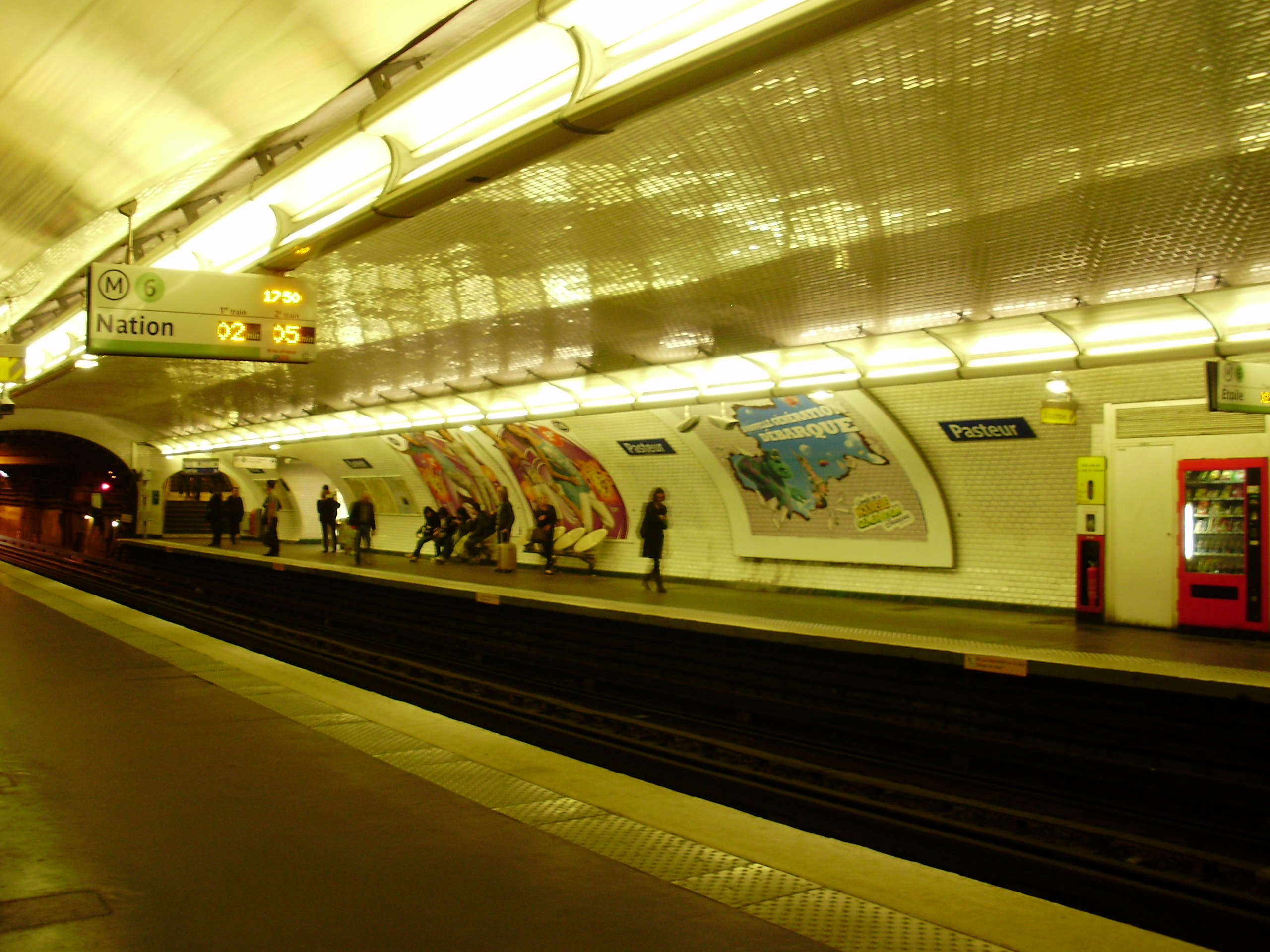
La banchina della linea 6
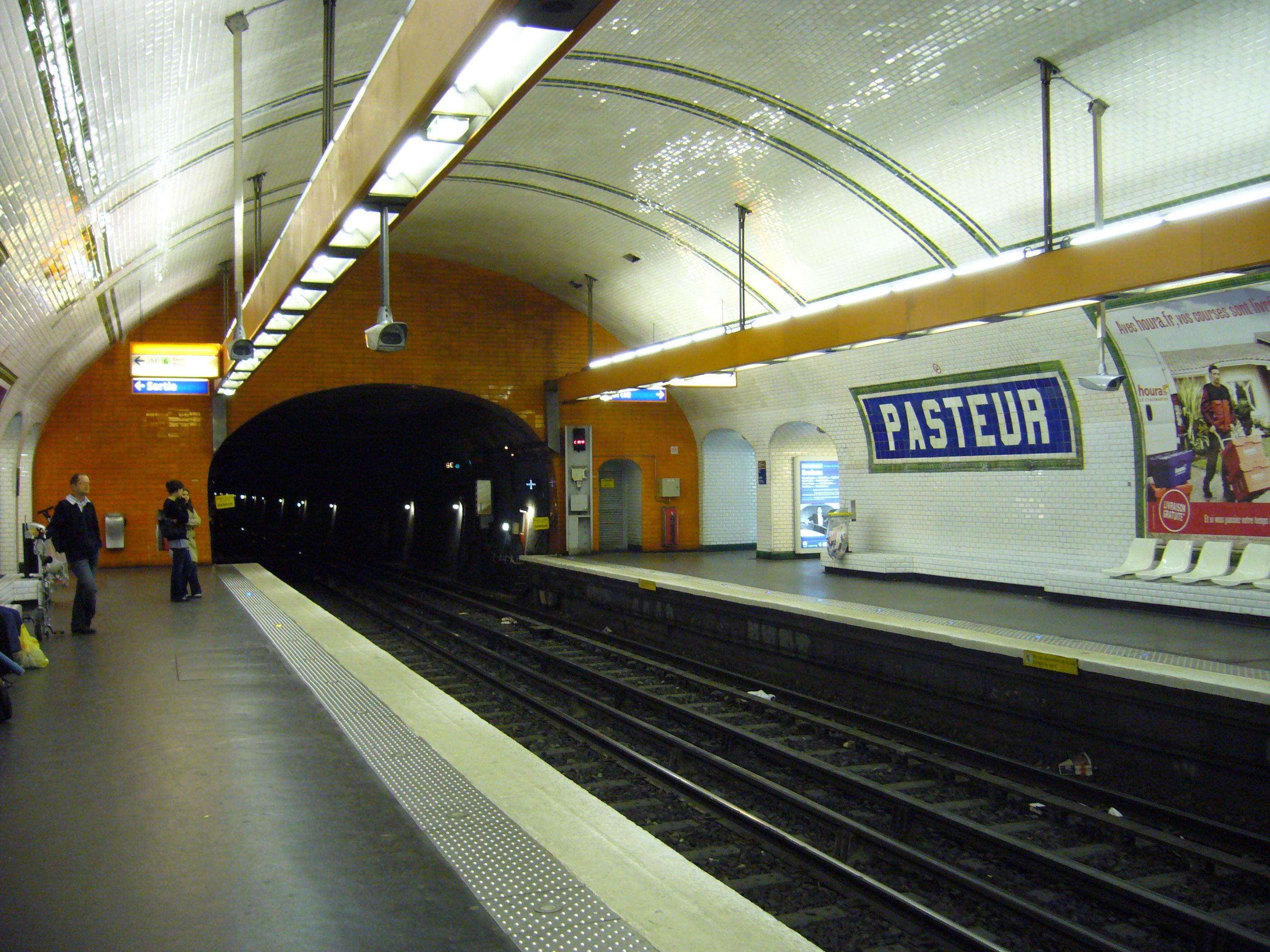
La banchina della linea 12

## Accessi
- 162, rue de Vaugirard
- 183, rue de Vaugirard

## Interscambi
- Bus RATP - 39, 70, 89, 95
- Noctilien - N13, N62